# ایان هاتچینسون (بازیکن فوتبال، زاده ۱۹۴۸)
یان هاتچینسون (انگلیسی: Ian Hutchinson؛ زاده ۴ اوت ۱۹۴۸ – درگذشته ۱۹ سپتامبر ۲۰۰۲) یک بازیکن فوتبال در پست مهاجم اهل انگلستان بوده است.

## باشگاهی
وی سابقه بازی در تیم‌های باشگاه فوتبال بارتون آلبیون و باشگاه فوتبال چلسی را دارد.